# Poljana (distrikt)
Poljana (bulgariska: Поляна) är ett distrikt i Bulgarien.   Det ligger i kommunen Obsjtina Straldzja och regionen Jambol, i den östra delen av landet, 290 km öster om huvudstaden Sofia.
Omgivningarna runt Poljana är en mosaik av jordbruksmark och naturlig växtlighet. Runt Poljana är det mycket glesbefolkat, med 7 invånare per kvadratkilometer.